# 에베레스트산에서 죽은 사람의 목록
이 목록은 에베레스트산에서 사망한 산악인들의 목록이다. 340명 이상이 이 산에서 죽었으며, 두 명 이상이 정상에 오른 이후 가장 마지막으로 희생자가 없었던 해는 1977년이다. 사망 원인 중 가장 많은 비중을 차지하는 것은 눈사태, 낙상, 추락, 빙벽 붕괴, 또는 질병으로 인한 것이지만, 세부적인 내용에 대해서는 지형의 특성 상 파악하기 어렵다.
첫 사망자가 발생한 기록은 7명의 포터가 눈사태로 사망한 1922년 영국 에베레스트 탐험대이다.

## 희생자 목록
| 순서 | 이름          | 사망날짜         | 사망 당시 나이 | 소속 탐험대                       | 국적     | 사망 원인           | 사망 지점          |
| ---- | ------------- | ---------------- | -------------- | --------------------------------- | -------- | ------------------- | ------------------ |
| 1    | 도르제        | 1922년 6월 7일   |                | 1922년 영국 에베레스트 탐험대     | 네팔     | 눈사태              | 노스콜             |
| 2    | 락파          | 1922년 6월 7일   |                | 1922년 영국 에베레스트 탐험대     | 네팔     | 눈사태              | 노스콜             |
| 3    | 노부          | 1922년 6월 7일   |                | 1922년 영국 에베레스트 탐험대     | 네팔     | 눈사태              | 노스콜             |
| 4    | 파상          | 1922년 6월 7일   |                | 1922년 영국 에베레스트 탐험대     | 네팔     | 눈사태              | 노스콜             |
| 5    | 페마          | 1922년 6월 7일   |                | 1922년 영국 에베레스트 탐험대     | 네팔     | 눈사태              | 노스콜             |
| 6    | 상게          | 1922년 6월 7일   |                | 1922년 영국 에베레스트 탐험대     | 네팔     | 눈사태              | 노스콜             |
| 7    | 템바          | 1922년 6월 7일   |                | 1922년 영국 에베레스트 탐험대     | 네팔     | 눈사태              | 노스콜             |
| 8    | 맨 바하두르   | 1924년 5월 13일  |                | 1924년 영국 에베레스트 탐험대     | 네팔     | 폐렴                | 롱북 근처          |
| 9    | 샘쉬푼        | 1924년 5월 17일  |                | 1924년 영국 에베레스트 탐험대     | 네팔     | 뇌손상              | 롱북 근처          |
| 10   | 앤드류 어빈   | 1924년 6월 9일   | 22             | 1924년 영국 에베레스트 탐험대     | 영국     | 실종                | 북동벽             |
| 11   | 조지 말로리   | 1924년 6월 9일   | 37             | 1924년 영국 에베레스트 탐험대     | 영국     | 실종, 추락으로 추정 | 북동벽             |
| 12   | 마우리스 윌슨 | 1934년 5월 31일  | 36             | 단독 탐험                         | 영국     | 아사                | 동쪽 롱북 빙하지대 |
| 105  | 앙 핀조       | 1989년 12월 12일 |                | 대한민국 탐험대                   | 네팔     | 고산병              |                    |
| 109  | 함상훈        | 1990년 10월 7일  |                | 재일동포 탐험대                   | 대한민국 | 실종                |                    |
| 121  | 남원우        | 1993년 5월 16일  |                | 대한민국 탐험대                   | 대한민국 | 추락                | 8450m              |
| 122  | 아진섭        | 1993년 5월 17일  |                | 대한민국 탐험대                   | 대한민국 | 추락                | 8450m              |
| 131  | 락파 누루     | 1995년 9월 10일  |                | 대한민국 탐험대                   | 네팔     |                     | 6900m              |
| 132  | 장부          | 1995년 10월 14일 |                | 대한민국 탐험대                   | 네팔     | 추락                | 정상 근처          |
| 148  | 다와          | 1996년 9월 25일  |                | 대한민국 탐험대                   | 네팔     | 눈사태              | 7400m              |
| 157  | 최병수        | 1997년 9월 8일   |                | 대한민국 탐험대                   | 대한민국 | 눈사태              | 노스콜             |
| 180  | 백준호        | 2004년 5월 18일  | 38             | 계명대학교 탐험대                 | 대한민국 | 추락                | 8500m              |
| 181  | 장민          | 2004년 5월 18일  | 28             | 계명대학교 탐험대                 | 대한민국 | 추락                | 8500m              |
| 182  | 박무택        | 2004년 5월 18일  | 36             | 계명대학교 탐험대                 | 대한민국 | 동사                | 8500m              |
| 209  | 오희준        | 2007년 5월 17일  | 37             | 코리안루트 탐험대                 | 대한민국 | 눈사태              | 남서벽             |
| 210  | 이현조        | 2007년 5월 17일  | 34             | 코리안루트 탐험대                 | 대한민국 | 눈사태              | 남서벽             |
| 230  | 송원빈        | 2012년 5월 19일  | 44             | 대한민국 에베레스트 & 로체 탐험대 | 대한민국 | 추락                | 발코니             |
| 241  | 서성호        | 2013년 5월 21일  | 33             | 제로 투 8848 탐험대               | 대한민국 | 급성고산병          | 남벽               |

## 같이 보기
- 8천미터 봉우리에서 죽은 사람의 목록